# Улица Пилес
Улица Пиле́с (лит. Pilies gatvė, пол. ulica Zamkowa, рус. Замковая улица, бел. Замкавая вуліца) — одна из древнейших улиц, если не самая древняя, в Старом городе Вильнюса; в советское время носила имя Максима Горького, а переулком Пилес (Pilies) называлась улица Бернардину. Начинается от юго-восточного угла Кафедральной площади, где заканчивается улица Швянтарагё (Šventaragio g., в советское время Ю. Янонё, J. Janonio g.) и начинается улицей Барборос Радвилайтес (Barboros Radvilaitės g., в советское время Пионерю, Pionierių g.), и ведёт с севера на юг в направлении Ратуши на Ратушной площади и далее к Острой браме. Является основной осью Старого города, популярным местом прогулок и излюбленным туристами маршрутом с живописными городскими видами, многочисленными архитектурными и историко-культурными достопримечательностями, с обилием кафе, ресторанов, музеев и галерей, гостиниц, торговлей украшениями и сувенирами.

## Общая характеристика

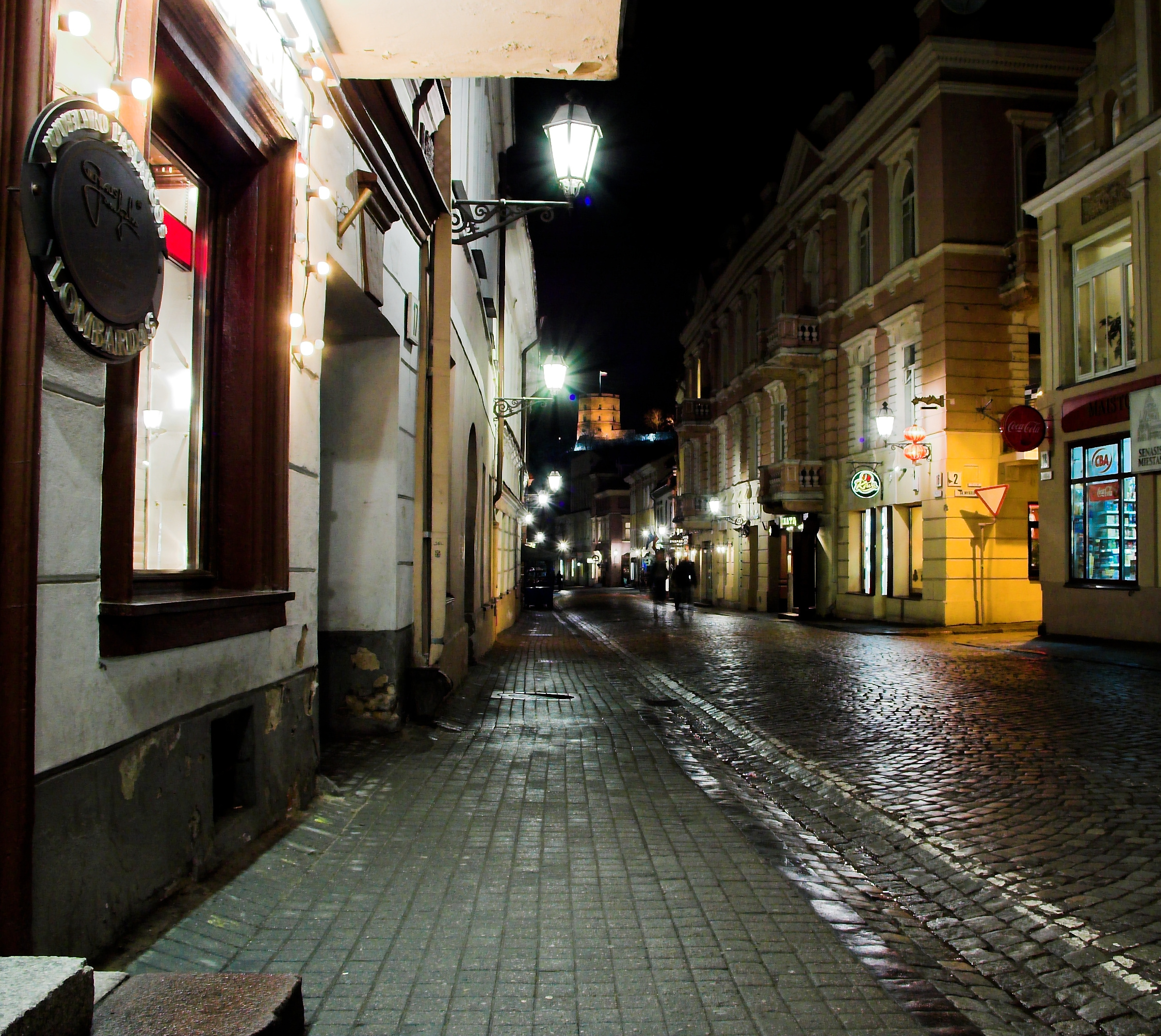
Пилес ночью

В старину была главной улицей, соединявшей великокняжеский замок (с разрушенными в 1837 году южными Замковыми воротами Нижнего замка) с ратушей, а далее — с городскими воротами. От Пятницкой церкви улица переходит в улицу Диджёйи, но это деление конца XX века; прежде это была одна и та же улица, носившая оба названия (Большая Замковая) или, временами, одно из них. Её окружают живописные дворики и тёмные закоулки, а направо и налево от неё отходят наиболее живописные вильнюсские переулки — Бернардину, Швянто Миколо, Литерату, Скапо. Архитектурный облик улицы характеризуется пёстрым и по-своему гармоничным сочетанием исторических стилей от готики и барокко до эклектизма, с редкими вкраплениями построек второй половины XX века.
На улице Пилес нередко проходят праздничные гуляния. Ежегодно в марте улицу и прилегающие переулки занимает ярмарка Казюка. Движение автотранспорта по улице ограничено. В выходные и праздничные дни, по вечерам в будние дни в тёплое время года туристов и прохожих пытаются развлечь уличные музыканты. Нумерация домов начинается со стороны Кафедральной площади, по правой западной стороне улицы нечётные номера, по левой восточной — чётные. Длина улицы около 500 м. Мостовая вымощена брусчаткой.

## Достопримечательности

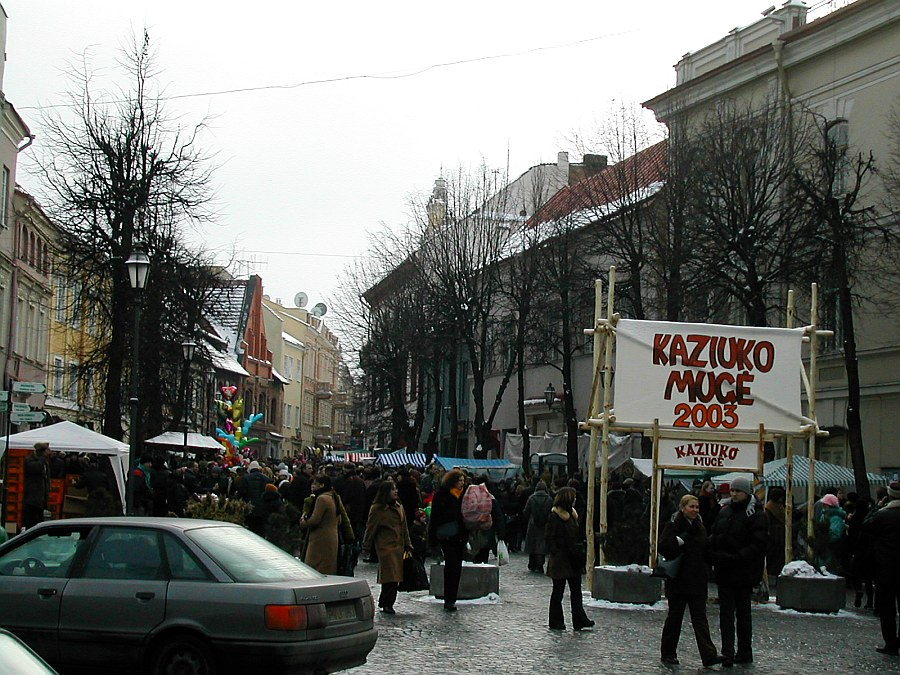
Ярмарка Казюка на Пилес

### От начала доСкапо
Угловое административное трёхэтажное здание справа, построенное в конце XIX века, главным фасадом выходит на улицу Швянтарагё и занято Министерством внутренних дел Литвы (Pilies g. 1 / Šventaragio g. 2). В угловом двухэтажном доме напротив на первом этаже разместилось отделение банка „Swedbank“.
Двухэтажный дом № 3 построен в начале XVI века и в 1578—1940 годах принадлежал виленскому капитулу. Дом горел во время пожаров 1737 и 1748 годов, неоднократно ремонтировался, в середине XVIII века реконструировался, позднее после реконструкции по проекту архитектора Жозефа Пусье (1822) приобрёл черты классицизма, но сохранил отдельные элементы архитектуры готики, ренессанса, барокко и классицизма. Барочный декоративный портал украшает въезд во двор в центре симметричного фасада. Въезд был замурован в 1958 году. В 1969 году были увеличены окна нижнего этажа; некоторое время здесь располагался магазин.. Сейчас бывший подъезд стал витриной расположившегося на первом этаже справа кафе Soprano; слева магазин одежды.
В двухэтажном доме под № 5, реконструировавшемся после пожаров 1737 и 1748 годов, тоже жили члены виленского капитула. Во второй половине XIX века дом часто перестраивался и ремонтировался. В 1969 году здание ремонтировалось по проекту архитектора Генрихаса Вичаса. Несимметрично расположенный подъезд был замурован; его означала прямоугольная ниша. C 1976 года второй этаж занимало Министерство внутренних дел, внизу было его ведомственное ателье; сейчас на первом этаже греческий ресторан, а ниша стала его витриной.

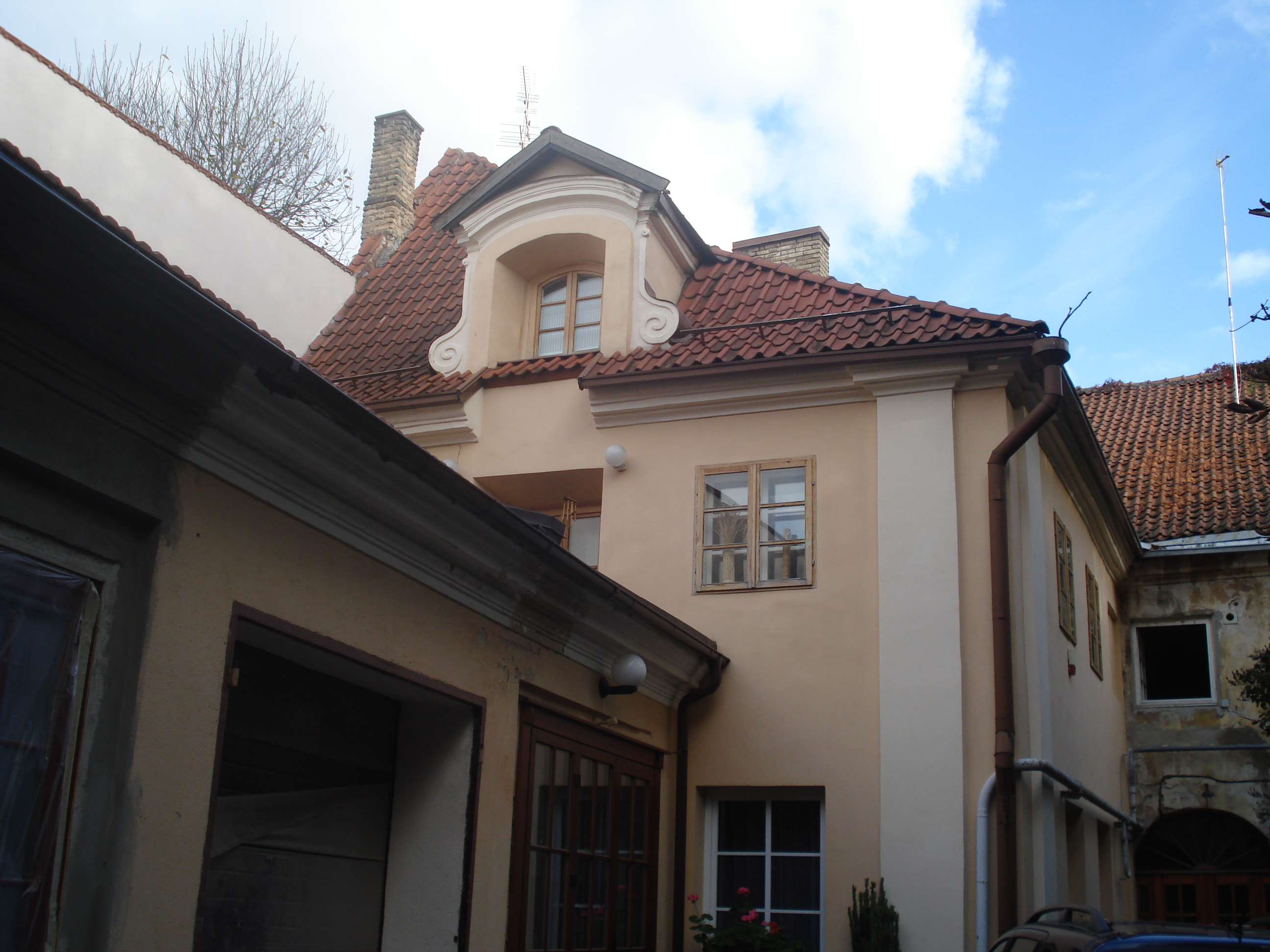
Люкарна с волютами во дворе Пилес 4

По левую сторону стоит несколько старинных жилых двухэтажных домов под номерами 4, 6, 8. Некогда они принадлежали виленскому капитулу. Двухэтажное здание с двумя рядами ритмично размещённых прямоугольных окон привлекает внимание типичным ренессансным аттиком XVI века, заслоняющим обращённую к двору односкатную крышу (Пилес 4; Pilies g. 4; в нижнем этаже расположился магазин кухонных принадлежностей). Готическое здание при улице было возведено в первой половине XVI века и реконструировалось в первой четверти XVII века. Высота аттика, сооружённого после 1616 года, почти равна высоте нижней стены (соотношение 1:1,2). Аттик членят вертикали узких пилястр, соединённые вверху бифорными закруглёнными арками. В замкнутом стенами соседних зданий дворе в XVIII веке был построен барочный дом Во двор ведёт арка с цилиндрическими сводами; фасады во дворе лишены декора, южную стену первого этажа поддерживают контрфорсы. В западной стороне двора на крытой черепицей крыше выделяется барочная люкарна с небольшими волютами по бокам; напротив имеется похожая у восточной стены дома при улице. В начале 1960-х годов в здании располагался отдел прикладного искусства Вильнюсского государственного художественного музея, экспонировавший свои коллекции в центральном тогда здании музея — нынешней Ратуше, а также в Картинной галерее.

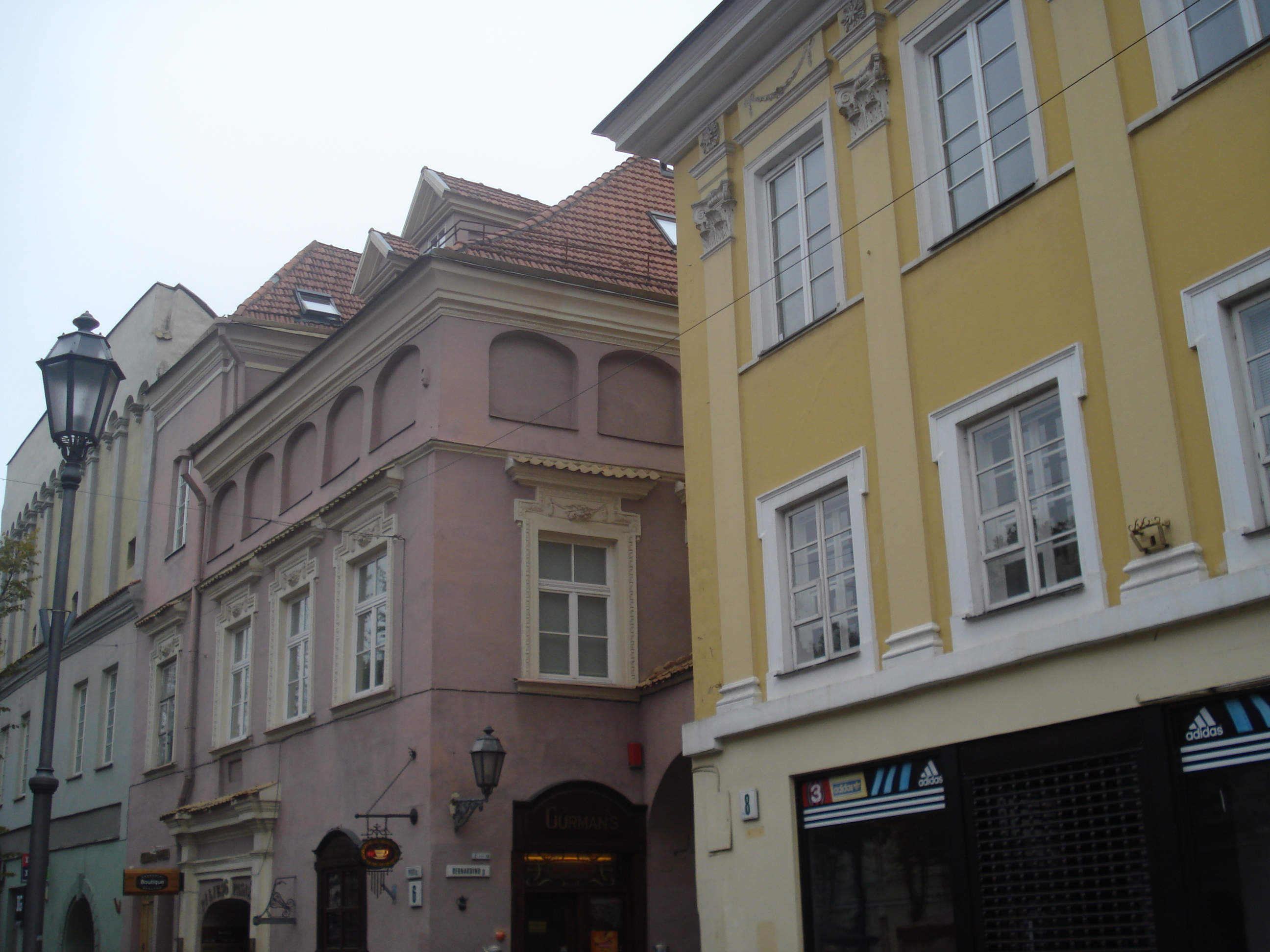
Угол улицы Бернардину

Соседний жилой дом, сейчас с магазинами на первом этаже, был построен в конце XVI — начале XVII века (Pilies g. 6 / Bernardinų g. 2). Фасад дома асимметричен; окна второго этажа украшают ренессансные обрамления. Его также завершает подобие аттика, выполняющего, однако, роль декоративного мотива без конструктивной функции. Прежний аттик над вторым этажом был заменён нынешней крыше в XVIII веке. Арка соединяет это здание с трёхэтажным домом с фасадом, отмеченным скромным очарованием форм рококо второй половины XVIII века (Pilies g. 8). За аркой, соединяющей угловые дома, начинается узкая изогнутая улица Бернадину (Bernardinų gatvė, Zaułek Bernardyński; в советское время Пилес, Pilies). Она ведёт к костёлам Святого Михаила с бывшим монастырём бернардинок, Святой Анны и бернардинскому монастырю с костёлом Святого Франциска.
Трёхэтажное здание середины XVII века с фасадом в стиле классицизма напротив (Pilies g. 7) образуют два корпуса — короткий южный и длинный северный. Во двор между ними ведёт подъезд. Дом менял владельцев, перестраивался, реконструировался. После реконструкции в 1964 году здесь на первом этаже действовало обувное и кожгалантерейное ателье, сейчас находится — салон янтарных украшений.
Угловой трёхэтажный дом (Pilies g. 8) носит черты позднего классицизма (Юлиуш Клос находил в здании обаяние скромного рококо) — в симметрии фасада, в пилястрах между окнами второго и третьего этажа, завершённых композиционными капителями, в имитации антаблемента, украшенной рельефами гирлянд и розеток. Каменный дом стоял на этом месте с начала XVII века. У отстроенного после пожара в 1748 году здания в 1800 году был надстроен третий этаж. С 1837 года в доме находился архив и канцелярия Виленской католической епархии. Позднее здесь жили епископ Юргис Матулайтис, архиепископ Мечисловас Рейнис, а сейчас располагается Литовская католическая академия наук (Lietuvių katalikų mokslo akademija).
Четыре помещения первого этажа в первой половине XIX века арендовал для своего книжного магазина известный виленский книгоиздатель Юзеф Завадский. В советское время в нижнем этаже располагалась популярная «Блинная», ныне кафе Pilies menė, датирующее своё возникновение 1828 годом.
На доме под № 10 (Pilies g. 10), где ныне расположился отель Atrium, установлены две мемориальные таблицы; одна с надписью на литовском и украинском языках в память поэта Тараса Шевченко, который жил здесь в 1829—1830 годах, вторая с барельефом и надписью на литовском языке в память певца Антанаса Шабаняускаса, одного из зачинателей профессиональной литовской эстрады, проживавшего в этом доме с 1946 года до своей смерти в 1987 году. Дом построен, как предполагается, в конце XVI века. Известно, что Анна Радзивилл в 1575 году продала его епископу Валериану Протасевичу, основателю Академии и университета виленского Общества Иисуса. В 1812 году здесь останавливался князь Юзеф Понятовский, командующий польским корпусом наполеоновской армии. Здание неоднократно перестраивалось и ремонтировалось; сохранились черты готики и классицизма.

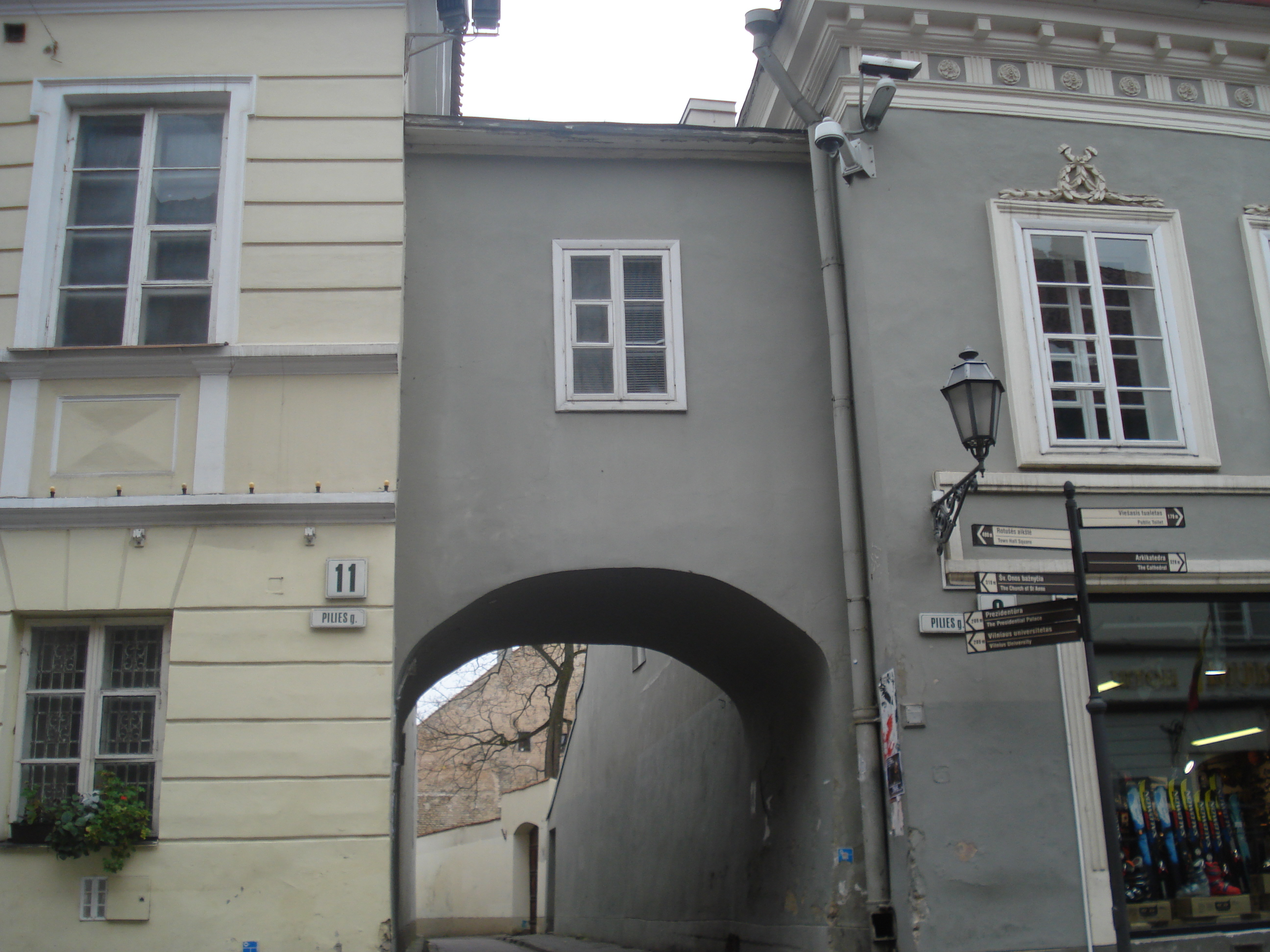
Арка на улицу Скапо

В доме напротив под № 9 (Pilies g. 9) в XIX век жил инженер, архитектор и историк Теодор Нарбут. Верх фасада завершает фриз с триглифами и метопами с розетками. Растительные мотивы лепнины украшают окна второго этажа, за исключением одного, у которого до 1908 года был балкон, убранный при очередной перестройки. Нижний этаж сейчас занимает магазин спортивного инвентаря. Здание с домом под номером 11 соединяет арка. За нею начинается живописная узкая и изогнутая улица Скапо (Skapo g., в советское время переулок Ю. Таллат-Кялпши), ведущая к площади Даукантаса.

### ОтСкаподоШвянто Миколо
Квартал по правой стороне между улицами Скапо и Швянто Йоно (Šv. Jono g.) занимают здания ансамбля Вильнюсского университета. Нижний этаж углового дома (бывший дворец Масальских, в XIX веке известный как «дом ректоров») на протяжении нескольких лет занимало кафе «Жалтвиксле»; те же помещения после реконструкции занял открывшийся в сентябре 2008 года пивной ресторан «Аула». В кафе сохранились отреставрированные готические своды XIV века. Из кафе можно попасть во двор Стуоки-Гуцявичюса и во двор Мицкевича ансамбля Вильнюсского университета.

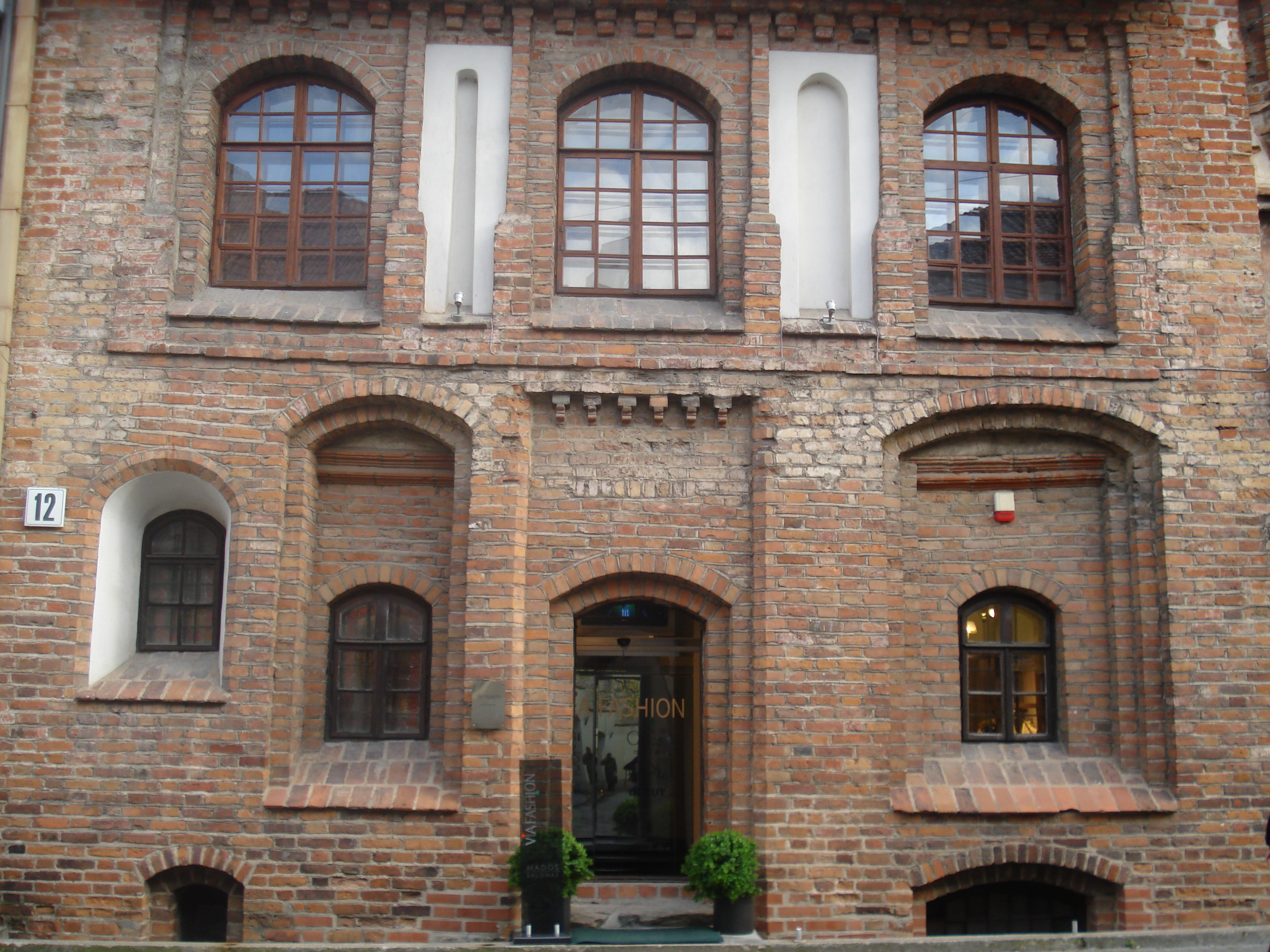
Готический жилой дом

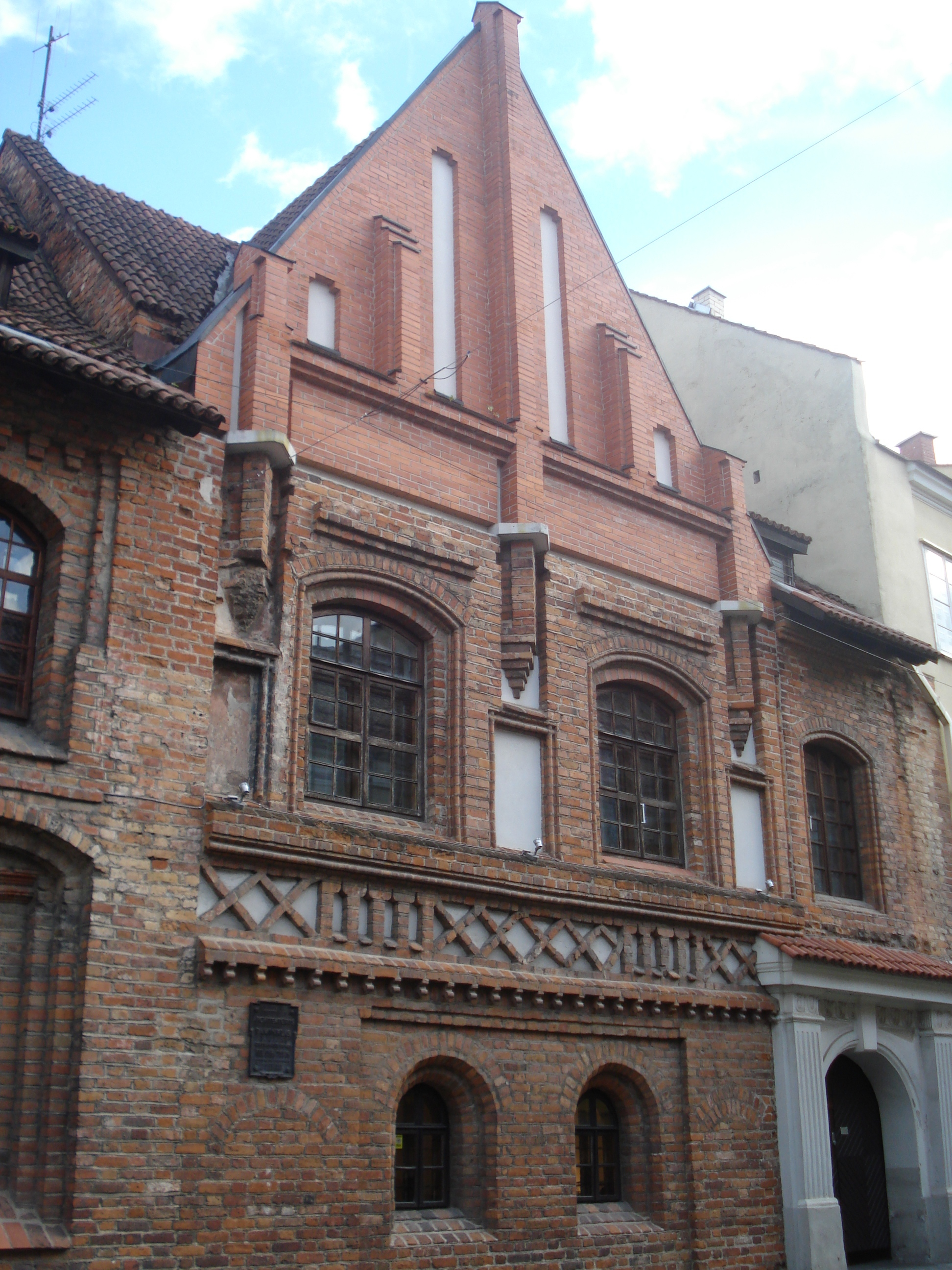
Готический жилой дом

Напротив арки улицы Скапо под номером 12 два отдельных готических жилых дома, на одном из которых выделяется редко встречающийся фриз, украшенный Х-образным кирпичным орнаментом. Северный был обращён к улице боком, южный — задним фасадом. Дома принадлежали ювелирам, врачам, аптекарям. Поврежденные во время нашествия войск Алексея Михайловича и казаков Богдана Хмельницкого здания перешли в собственность капитула и были отстроены в барочном стиле. Дома сильно пострадали в 1944 году, ремонтировались в 1957—1960 годах; во время реставрации в 1960—1965 годах были открыты ценные фасады начала XVI века и цилиндрические своды в подвале. В нижнем этаже двухэтажного дома, принадлежавшего виленскому капитулу, работает салон моды (Pilies g. 12). Трёхэтажный соседний дом в XVII веке принадлежал известному мастеру колокольного и пушечного литья Яну Деламарсу. Сейчас внизу этого дома находится салон керамики (Pilies g. 14).

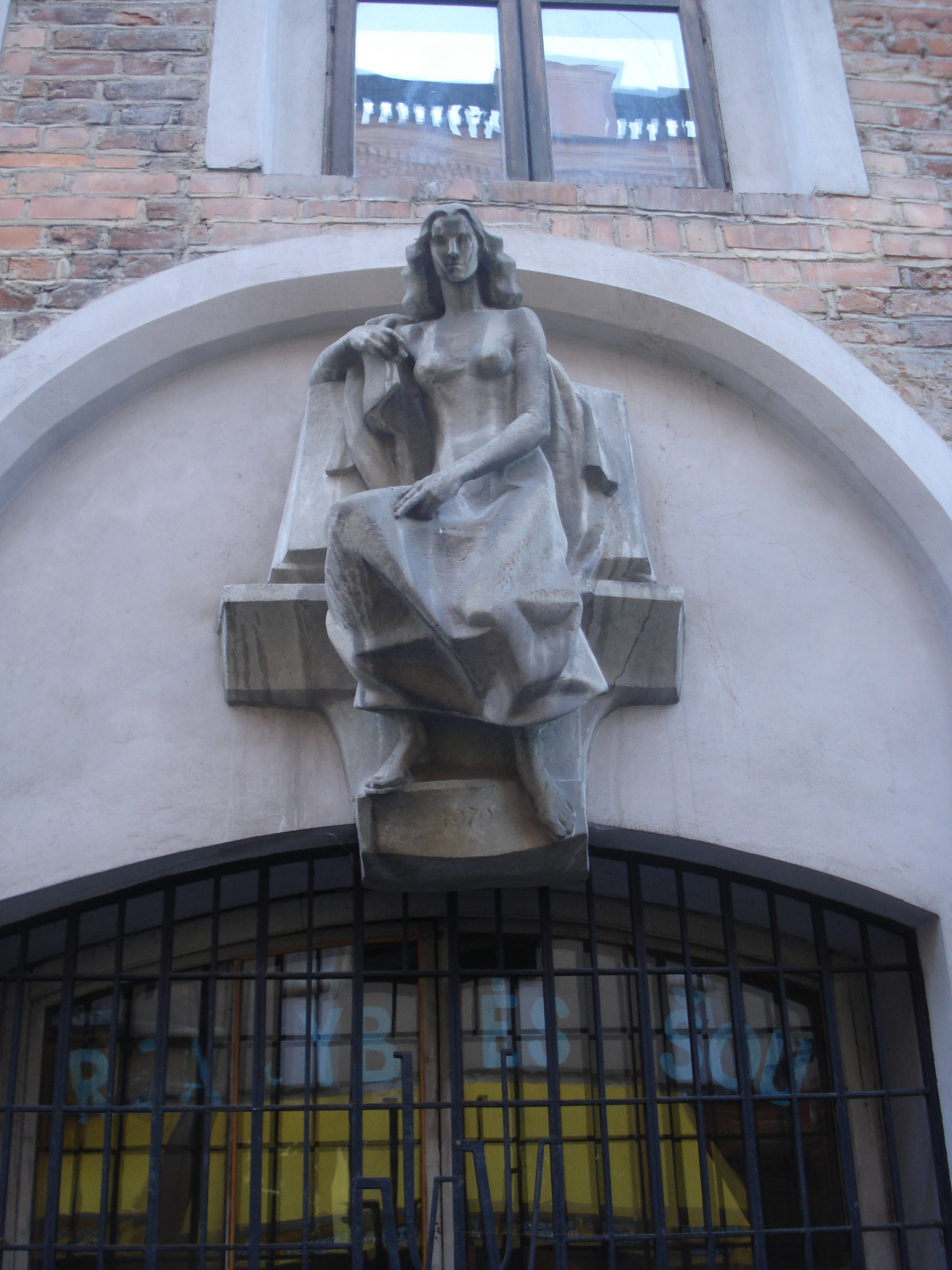
«Филология»

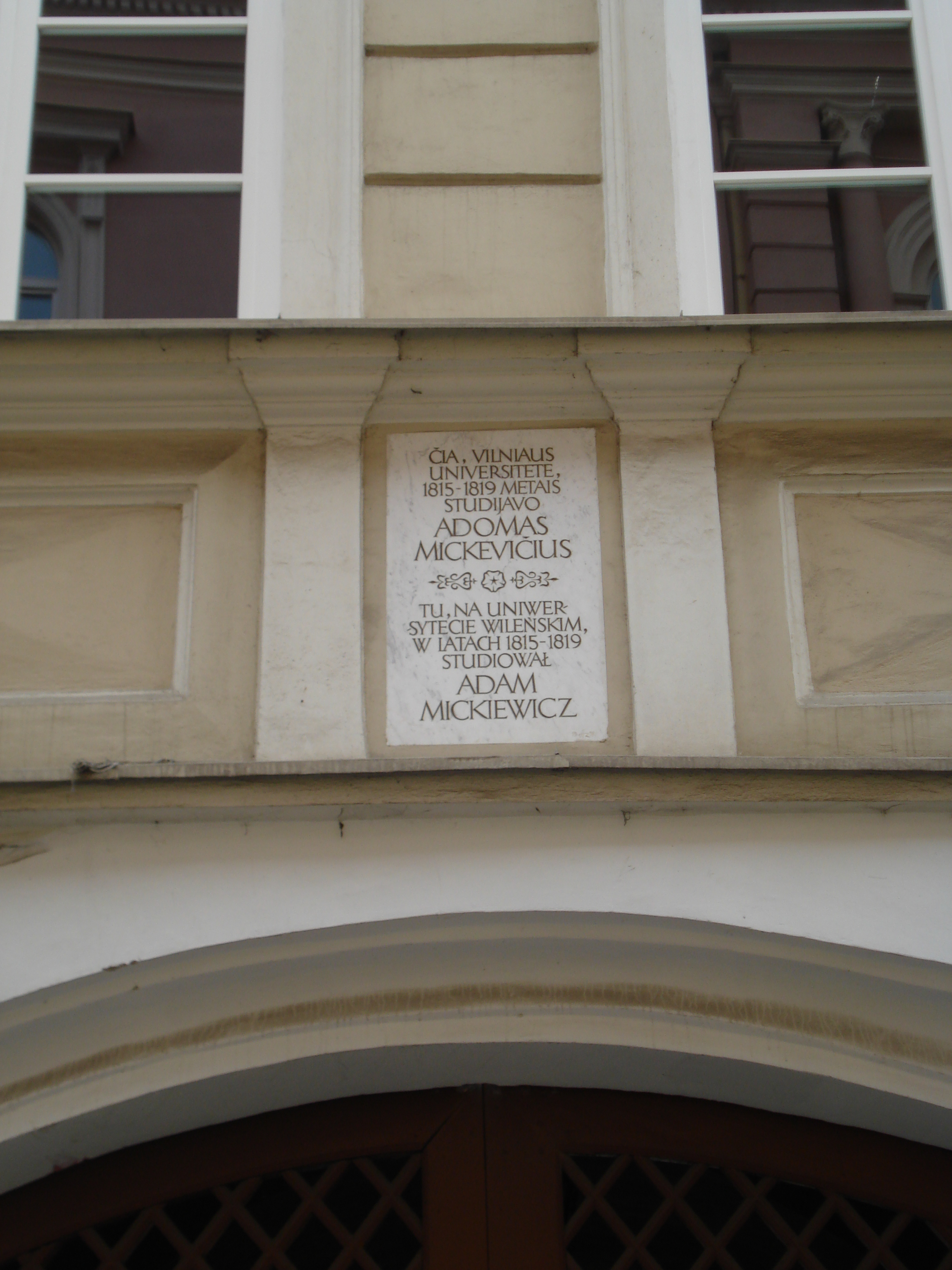
"Здесь, в университете, в 1815—1819 годах учился Адам Мицкевич

По правую сторону следующее за «Жалтвиксле» здание под тем же номером 11 выделяется стеной из неоштукатуренного красного кирпича. Над низким полукруглым окном в нише, повторяющей очертания окна, в 1979 году установлена скульптура Эгле Йокубоните, изображающая женскую фигуру на фоне развёрнутой книги, с датой основания университета «1579» на выгнутом постаменте; скульптура символизирует филологию. На улицу выходят окна аудиторий филологического факультета университета. Здание в нынешнем виде сформировалось после 1832 года, когда архитектор Иван Левицкий соединил три отдельных дворца XVIII века Плятеров, Масальских и Огинских. При реставрации здания в 1965—1970 годах был открыт подлинный фасад дворца Масальских XVI века.
Ворота соседнего двухэтажного здания (издавна принадлежавшего университету), обычно запертые, ведут во двор Мицкевича. Над воротами висит мемориальная таблица с надписью на литовском и польском языках в память поэта Адама Мицкевича, который учился в Виленском университете в 1815—1819 годах. Ворота трёхэтажного дома с чертами классицизма ведут во двор Станявичюса и тоже обычно заперты (Pilies g. 13). В начале 1960-х годов здесь находился Историко-этнографический музей Академии наук Литовской ССР, до того, как он в 1965 году переехал в отреставрированное здание Нового Арсенала у подножия Замковой горы. У музея постоянной экспозиции не было, однако с его экспонатами можно было ознакомиться по договорённости с администрацией.

### ОтШвянто МиколодоЛитерату
Напротив на углу с улицей Швянто Миколо (Šv. Mykolo g., в советское время улица Й. Билюно) высокий трёхэтажный дом с кафе, баром, галереей янтаря внизу (Pilies g. 16 / Šv. Mykolo g. 2). Улица Швянто Миколо ведёт к костёлу Святого Михаила.

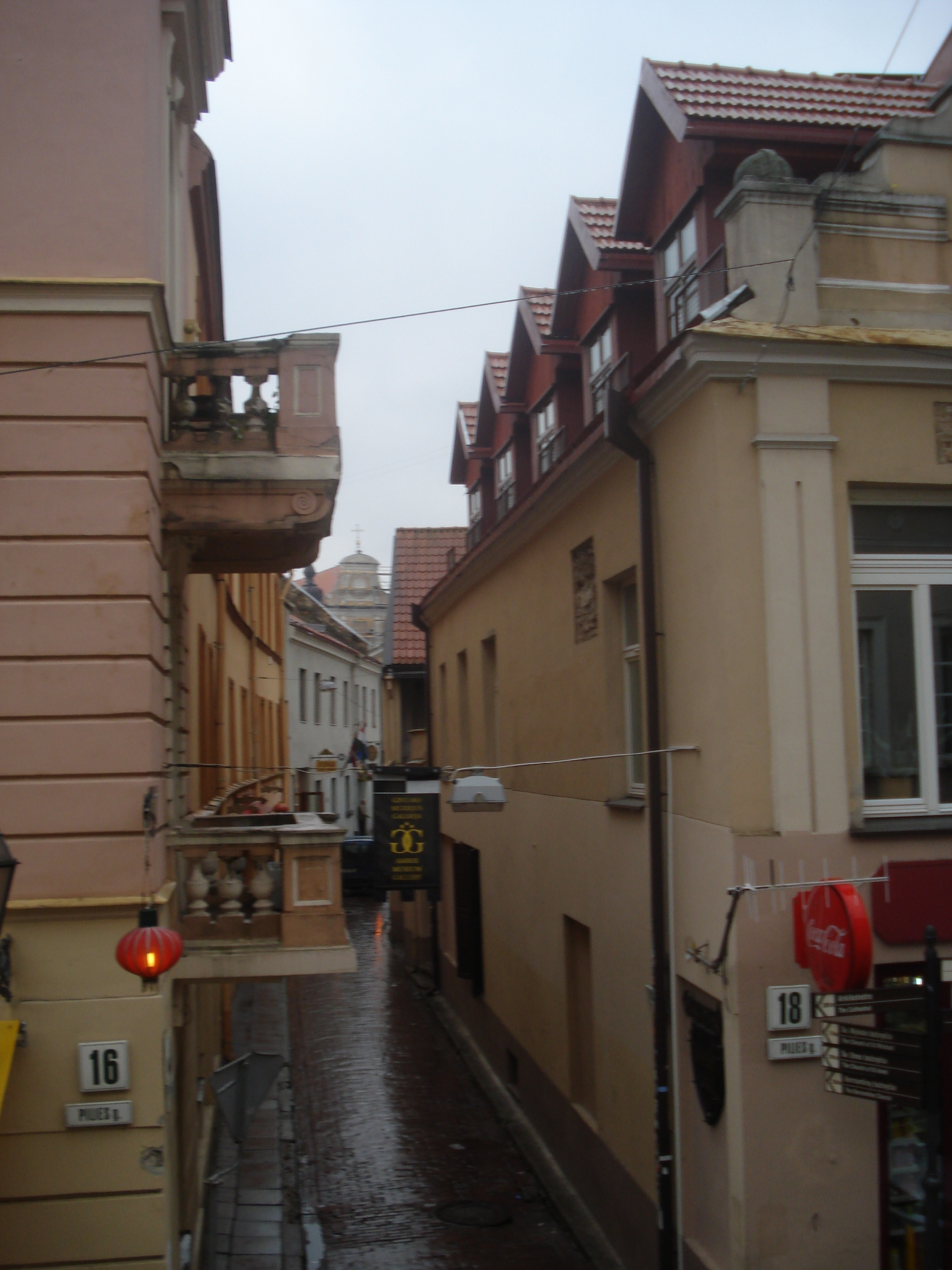
Угол улицы Швянто Миколо

Фасад углового дома с гастрономом, традиционно занимавшим первый этаж, выделяется необычными уступами наверху (Pilies g. 18 / Šv. Mykolo g. 2). Двухэтажный дом принадлежал братству Святой Анны, в начале XX был перестроен в трёхэтажное здание по проекту архитектора Киприана Мацулевича. Там, где в советское время работало популярное богемное кафе «Вайва», обосновался ресторан итальянской кухни Da Antonio Tratoria; Pilies g. 20). Дом под номером 15 также был перестроен архитектором Киприаном Мацулевичем в начале XX (Pilies g. 15). В доме под № 17 на третьем этаже в 1944 году в течение месяца действовала подпольная типография Вильнюсского горкома Коммунистической партии Литвы, здесь же некоторое время скрывался первый секретарь подпольного горкома компартии Литвы Юозас Витас; в доме под № 19 в начале XIX века жил натуралист, профессор Виленского университета Станислав Бонифацы Юндзилл.

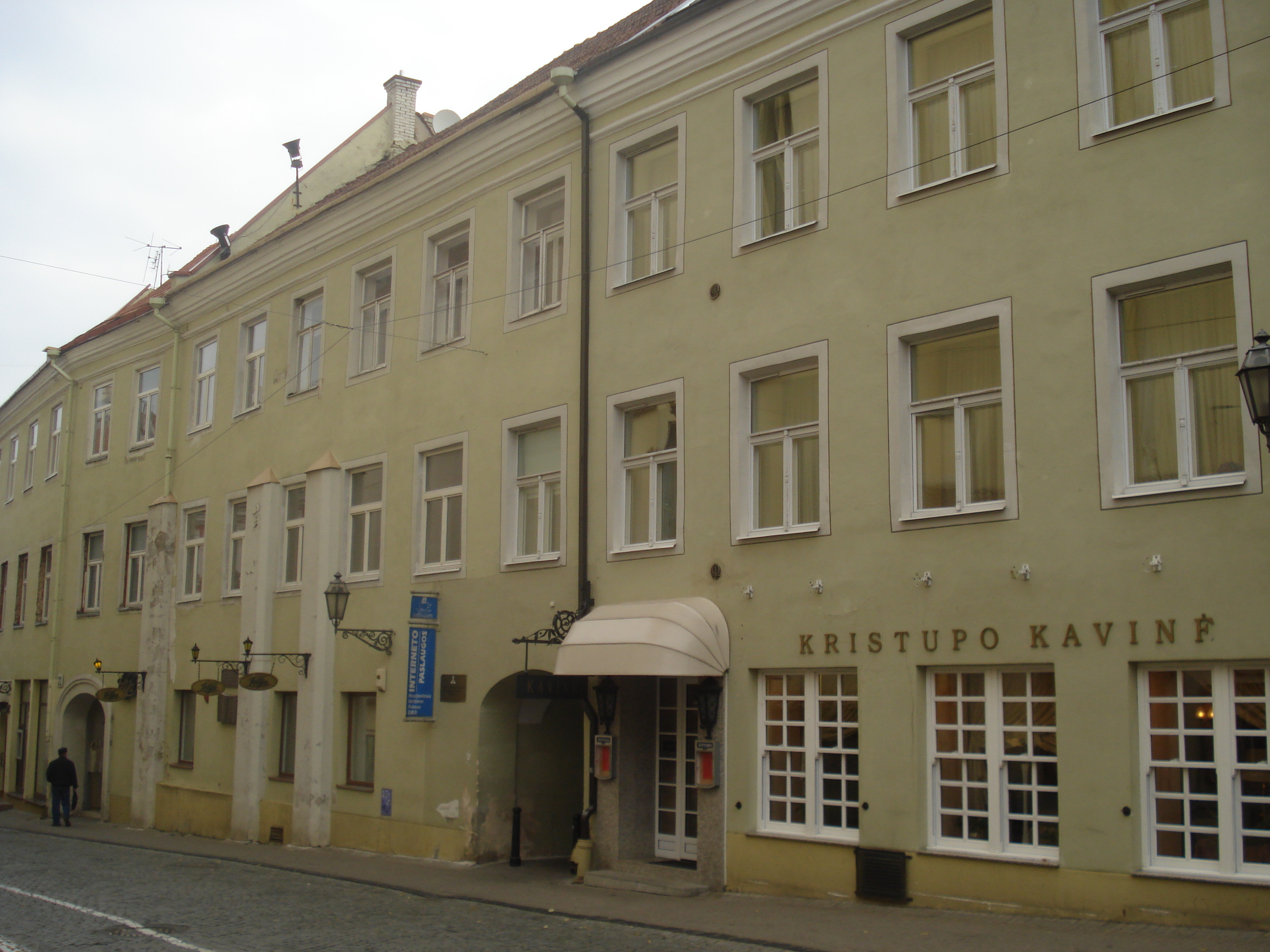
Пилес 22

Сравнительно длинный трёхэтажный дом под № 22 исторически сложился из нескольких отдельных зданий; об этом и сейчас можно судить по стене фасада, которую до второго этажа подпирают остатки контрфорсов. Готическое здание на этом месте принадлежало князю Константину Острожскому. Ворота во двор украшает барочный фасад. Фасад существенно не менялся с середины XVIII века, когда здесь действовала учреждённая иезуитами Благородная коллегия (Collegium Nobilium) при Виленской академии и университете. В конце XVIII века после упразднения ордена иезуитов помещения были переданы Медицинской коллегии (Collegium Medicum) Главной школы Великого княжества Литовского, которая считается первым медицинским высшим учебным заведением в Литве. Здесь были оборудованы аудитория, кабинет анатомии, химическая лаборатория. Медицинская коллегия действовала здесь с 1781 до 1842 года. Об этом напоминает мемориальная таблица на фасаде дома. Надпись на мемориальной таблице напоминает также о ботаническом саде и оранжерее, заложенных французским ботаником Жан Эмануэль Жилибер во дворе Медицинской коллегии в 1782 году. Ботанический сад занимал площадь около 300 м², на которой росло свыше 2 тысяч растений. Ботанический сад находился здесь до 1797 года. После того, как стараниями Георга Форстер в 1787 году была приобретена земля в Серейкишках, профессор Юндзилл перенёс ботанический сад туда (1799).
В корпусе дома, выходящего во двор, были квартиры профессоров Виленского университета. Здесь жил профессор Эузебиуш Словацкий и его сын, будущий знаменитый польский поэт Юлиуш Словацкий. После смерти Эузебиуша Словацкого вдова вышла замуж за профессора Августа Бекю. Юлиуш Словацкий провёл здесь около пятнадцати лет детства и юности (1811—1814 и 1817—1828); в эти годы он окончил Виленский университет, написал свои первые произведения. Когда его прах в июне 1927 года был перезахоронен в Вавельском кафедральном соборе в Кракове, на стене дома была открыта мемориальная таблица с бюстом поэта. В том же доме в 1923—1934 годы жил художник Фердинанд Рущиц; в 1999 году была открыта мемориальная доска с его барельефом (скульптор Ромуалдас Квинтас). Сейчас в здании на первом этаже работают книжный магазин и кафе Kristupo kavinė (Pilies g. 22).

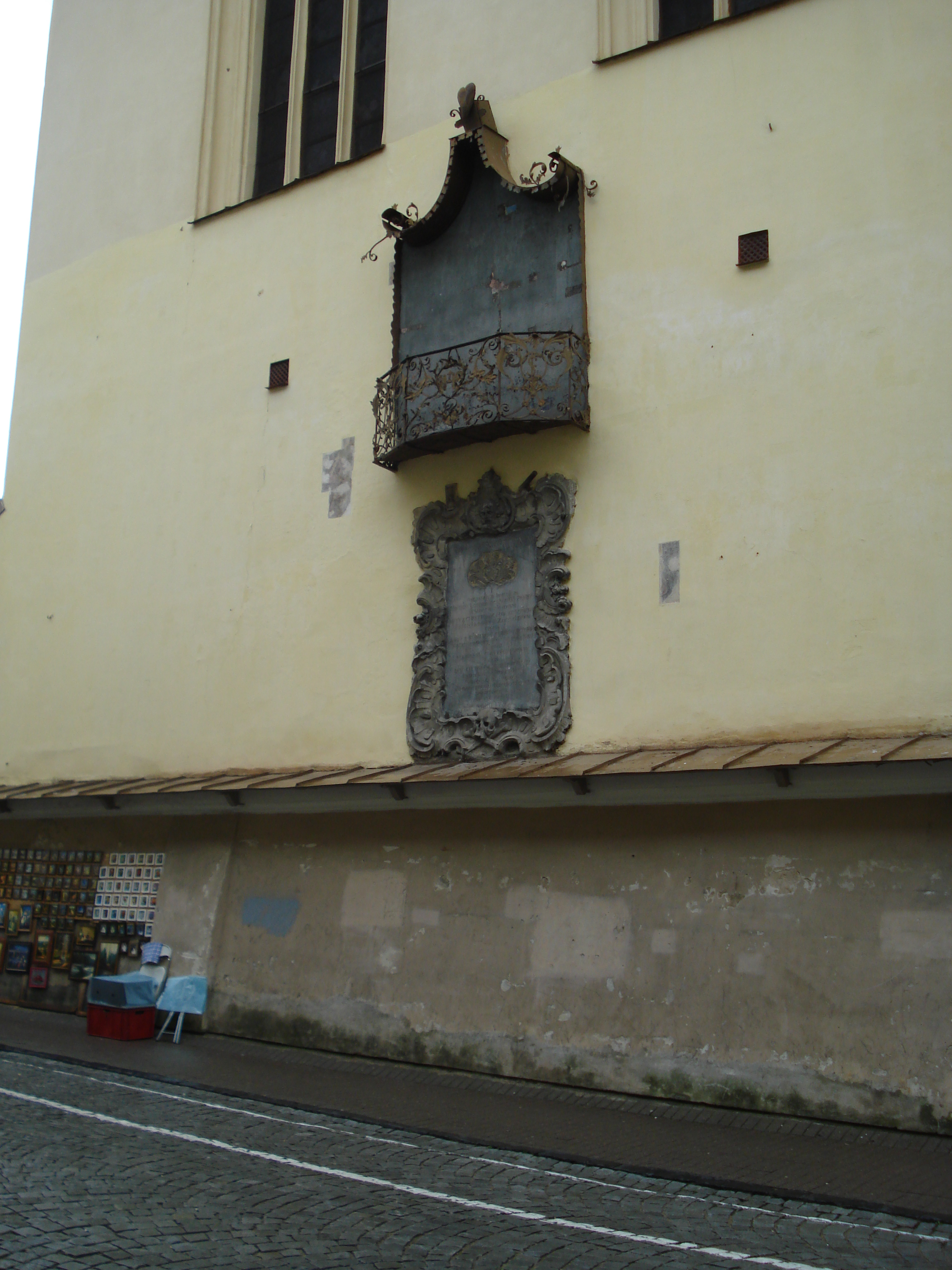
Эпитафия Хрептовичей

Напротив на углу улицы Швянто Йоно (Šv. Jono g., в советское время улица Б. Сруогос) возвышается восточный фасад костёла Святых Иоаннов. На внешней стене пресвитерия вмурована большая мраморная памятная таблица семейства Хрептовичей, украшенная в стиле рококо (1759). Над ней прежде находилось распятие с позолоченной фигурой Спасителя. На фасаде была большая фреска с изображением сцен эпидемии чумы 1710 года, закрашенная в XIX веке по распоряжению властей (Pilies g. 21).
В трёхэтажном доме, нижний этаж которого занят гостиницей «Нарутис», в 1832—1835 годах жил и работал писатель, историк, издатель Юзеф Игнацы Крашевский. Об этом говорит мемориальная таблица с надписями на литовском и польском языках. Готический дом XVI века в начале XIX века был перестроен в стиле неоклассицизма. При перестройке и частичной реконструкции в 1967 году была создана имитация элементов готики (Pilies g. 24).

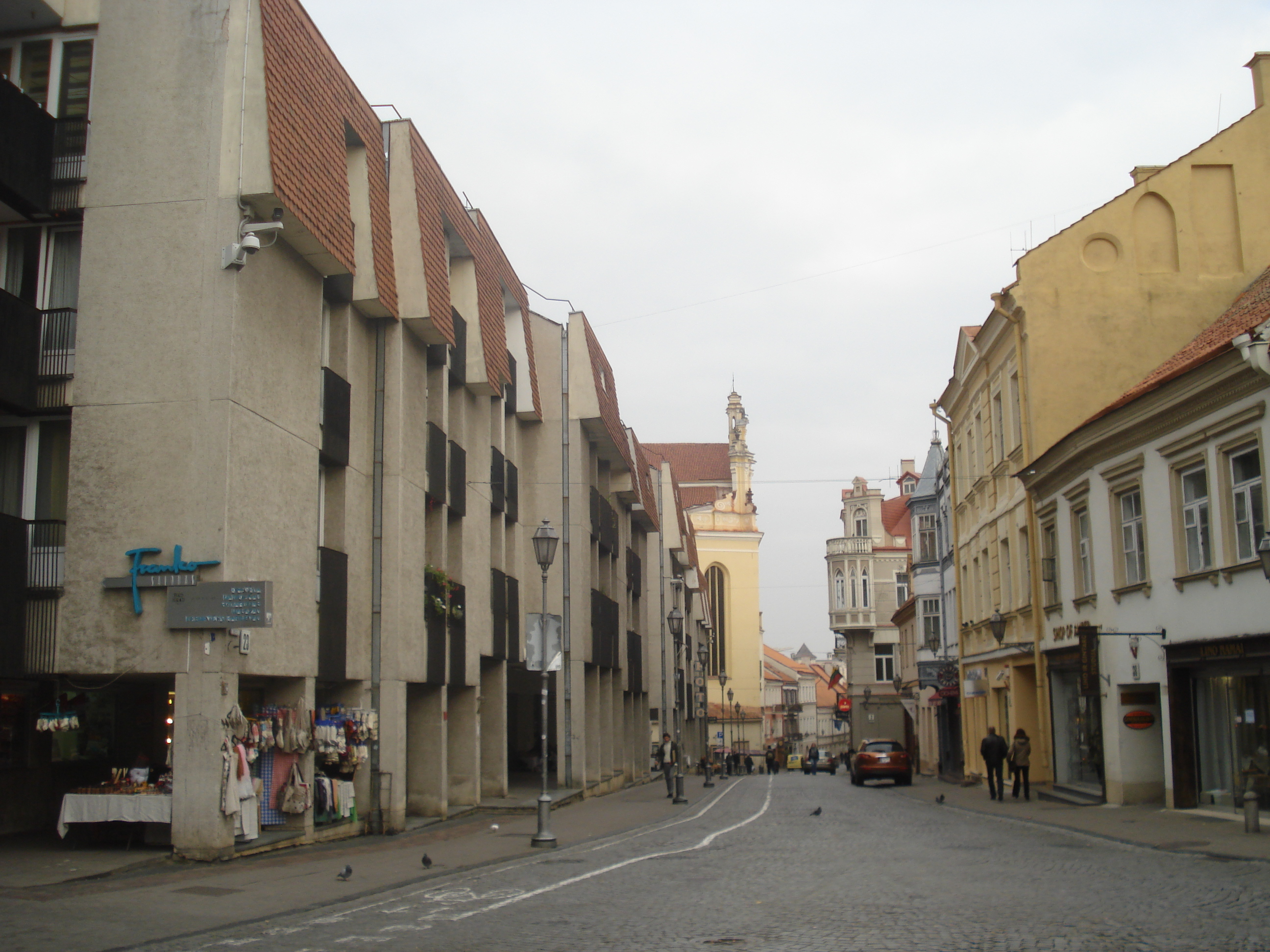
Справа Пилес 23, слева Пилес 38 (бывший книжный магазин Сыркина)

По правой стороне от улицы Швянто Йоно до сквера К. Сирвидаса (K.Sirvydo skveras ) перед переулком Шварцо (Švarco skg.; в советское время переулок Сянасис), откуда начинается улица Диджёйи, тянется современное пятиэтажное здание, построенное в 1975 году на месте пострадавших во время Второй мировой войны Кардиналии — резиденции Радзивиллов, дома ювелира Вагнера, в котором перед Первой мировой войной был книжный магазин Завадского, дома ректора Виленского университета Шимона Малевского и других зданий. В галерее здания под выступом идёт торговля сувенирами и предметами коллекционирования.

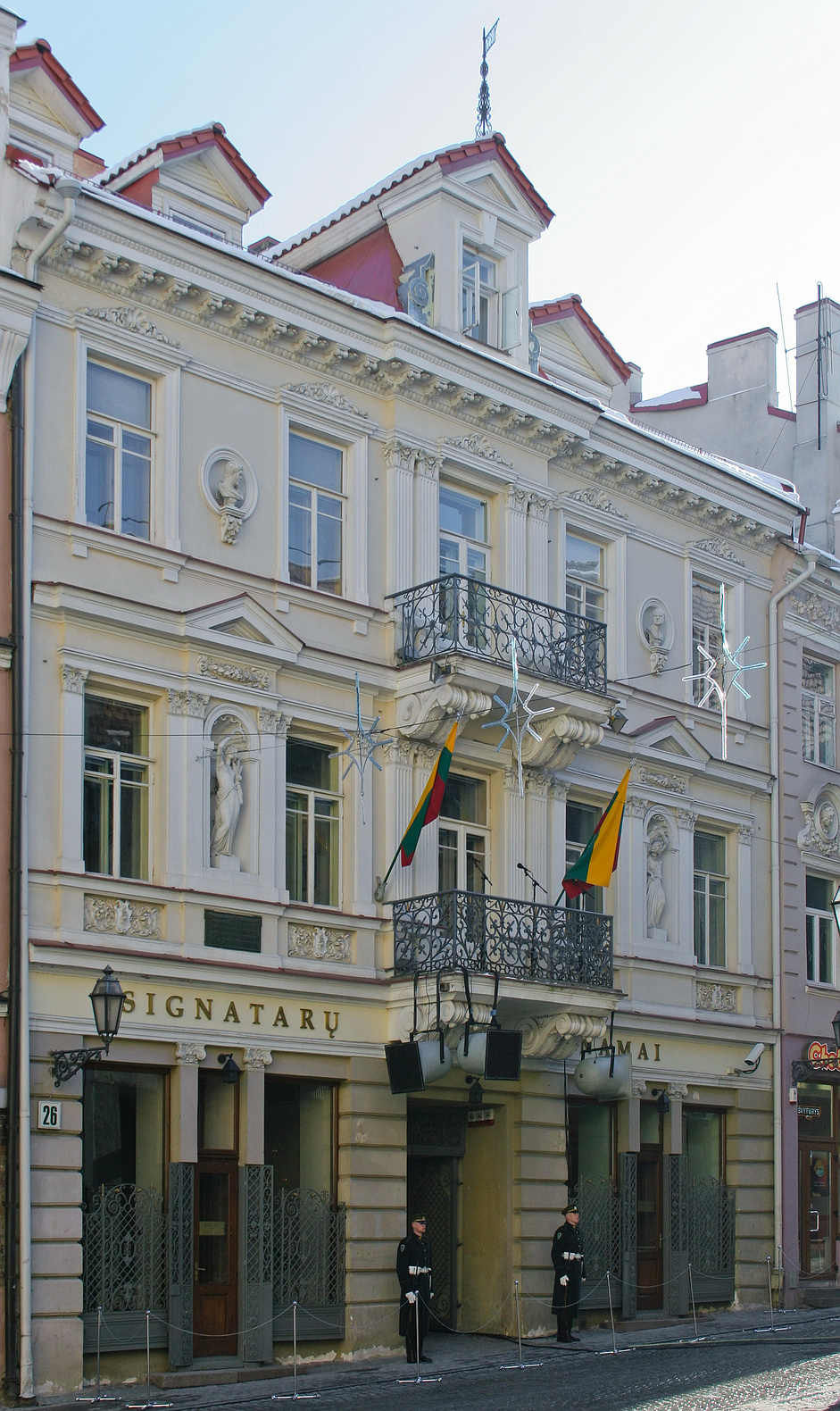
Бывший «Белый Штраль»

Одно из самых примечательных зданий на улице — Дом сигнатариев. Здание в документах упоминается с 1645 года. Оно неоднократно меняло владельцев и перестраивалось. В конце XIX века его перестроил новый владелец Казимир Штраль по проекту архитектора Алексея Полозова в стиле неоренессанса. В нишах второго этажа были установлены декоративные скульптуры, символизирующие сельское хозяйство и рыболовство, на третьем этаже — помещены два мужских бюста. Нижний этаж занимало популярное кафе «Белый Штраль», работавшее до 1939 года. Второй этаж в 1917—1918 годах занимал Совет Литвы, принявший здесь 16 февраля 1918 года «Акт независимости Литвы». С 2000 года в здании был открыт мемориальный Дом сигнатариев, с 2003 года филиал Национального музея Литвы, с мемориальной комнатой Йонаса Басанавичюса (Pilies g. 26).
На месте дома под № 28 (Pilies g. 28) стояло здание с XVI века. В середине XVII века разрушенное здание приобрёл купец Кшиштоф Шварц, отремонтировал и продал академии, которая устроила здесь квартиры для студентов. Нынешний необарочный фасад, украшенный головками мужчины и женщины, относится к концу XIX — началу XX века .

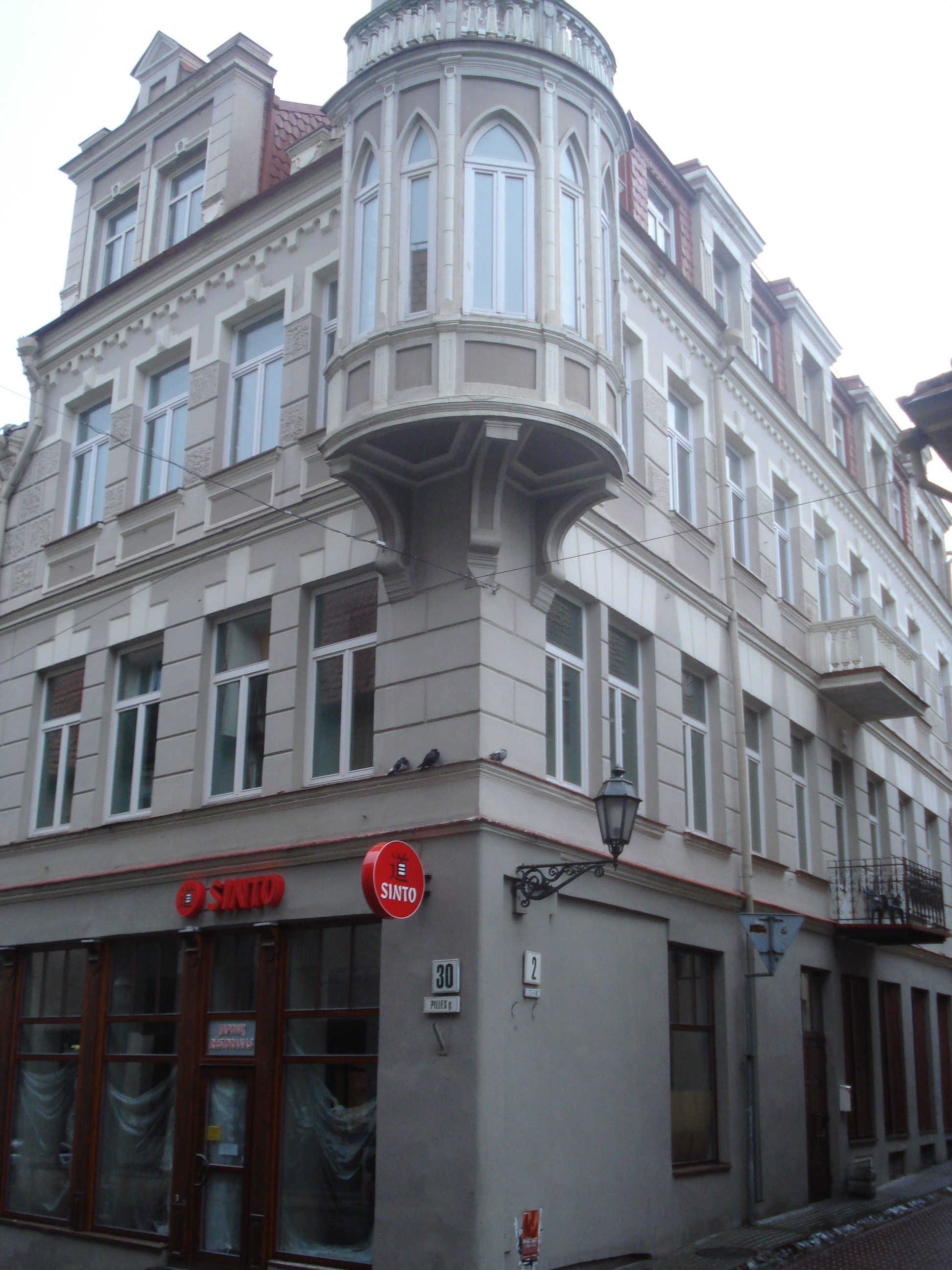
Угловой дом Пилес 30

Следующий дом на углу на с улицей Литерату (Literatų g.) принадлежал семейству золотых дел мастеров Скендзерским. В конце XIX века он был перестроен в трёхэтажный дом с мансардами, носящий характерные черты эклектики (Pilies g. 30).

### ОтЛитератудоПятницкой церкви

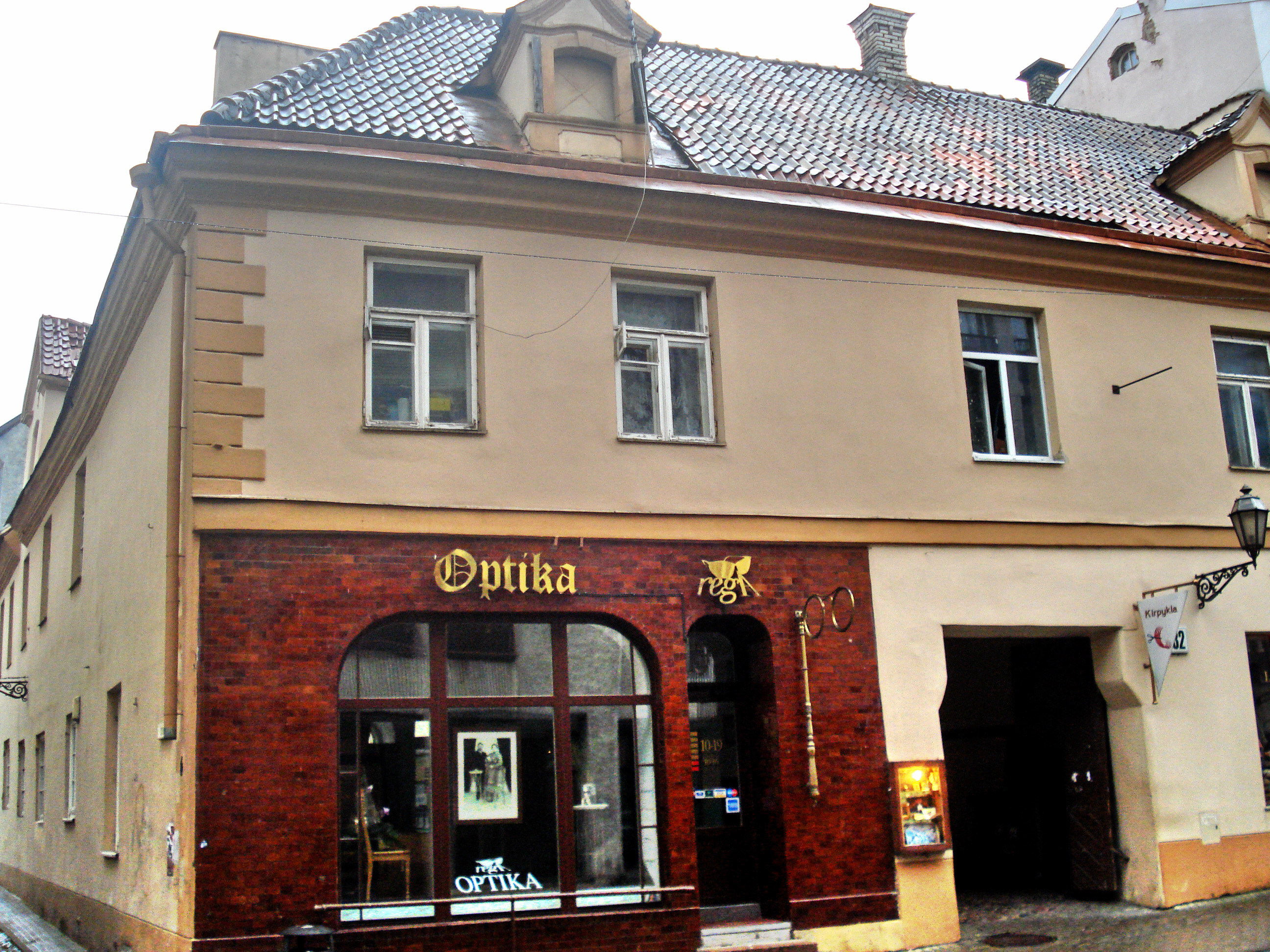
Фасад Пилес 32

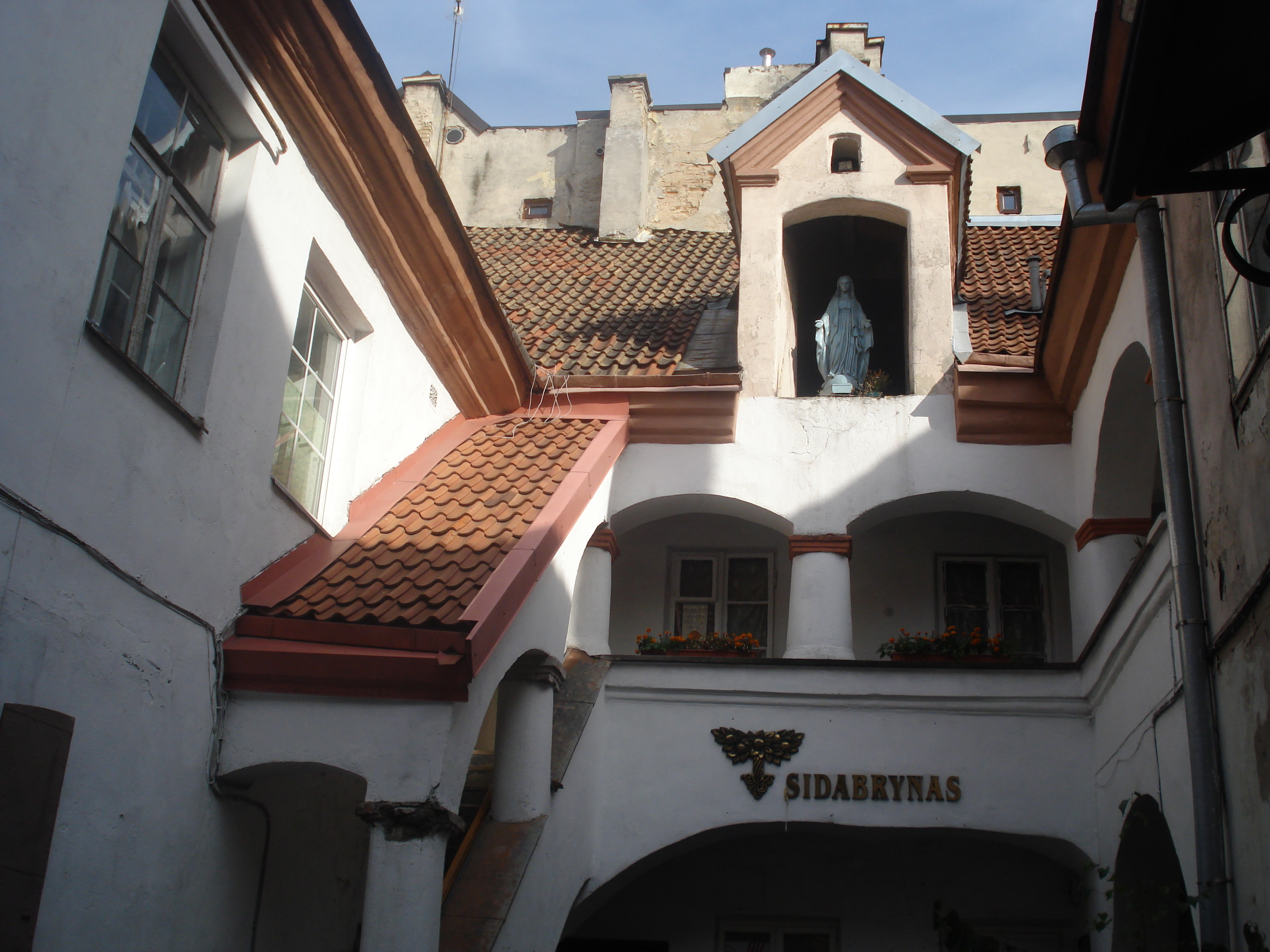
Двор Пилес 32

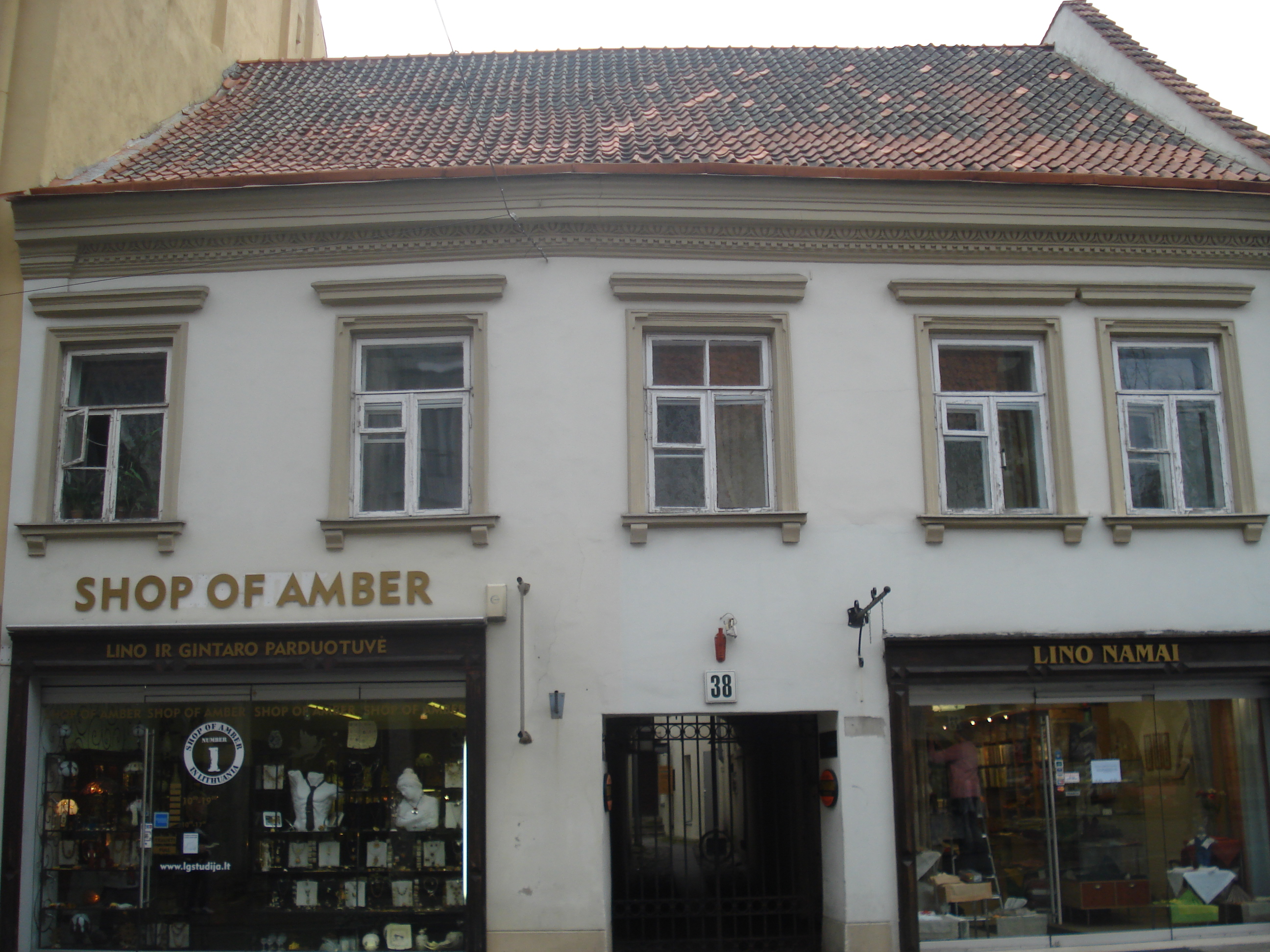
Бывший книжный магазин Сыркина

Дом напротив него принадлежал бургомистру Ляховичу и его наследникам, затем до начала Второй мировой войны семейству Рёмеров (Pilies g. 32). Представляет собой типичный дом зажиточного купца с двором с уникальными архитектурными массивными формами аркады и лестницы. В первой четверти XIX века здесь находилось кофейня «Виктория», которую часто посещали филареты. В конце XIX века по проекту архитектора Киприана Мацулевича в западной части двора была построена новая крытая лестница. В 1911 году третья часть фасада на первом этаже была по проекту архитектора Антония Филиповича-Дубовика отделана глазурованными керамическими плитками, двери переделаны и расширены окна. С 1945 года здесь помещался Художественный фонд Литовской ССР и Вильнюсский художественный комбинат «Дайле».
В доме 38 с 1865 года находился книжный магазин А. Г. Сыркина (позднее его вдовы и сыновей), а в 1903—1915 годах — типография, издававшая книги на идиш, литовском, польском, русском языках. Сейчас здесь на первом этаже размещаются салоны янтарных украшений и льняных изделий (Pilies g. 38).
Дом под номером 40 является памятником архитектуры XVII века. Дом приобрели в 1926 году супруги Maрии Шлапялене и Юргис Шлапялис, пропагандировавшие в Вильне литовский язык, литовскую литературу и содержавшие литовский книжный магазин. На здании установлена мемориальная таблица с надписью на литовском языке; здесь с 1994 года открыта экспозиция дома-музея Марии и Юргиса Шлапялисов (Pilies g. 40).
В конце улицы, на углу с улицей Латако, находится галерея Художественной академии Литвы (Pilies g. 44 / Latako g. 2).

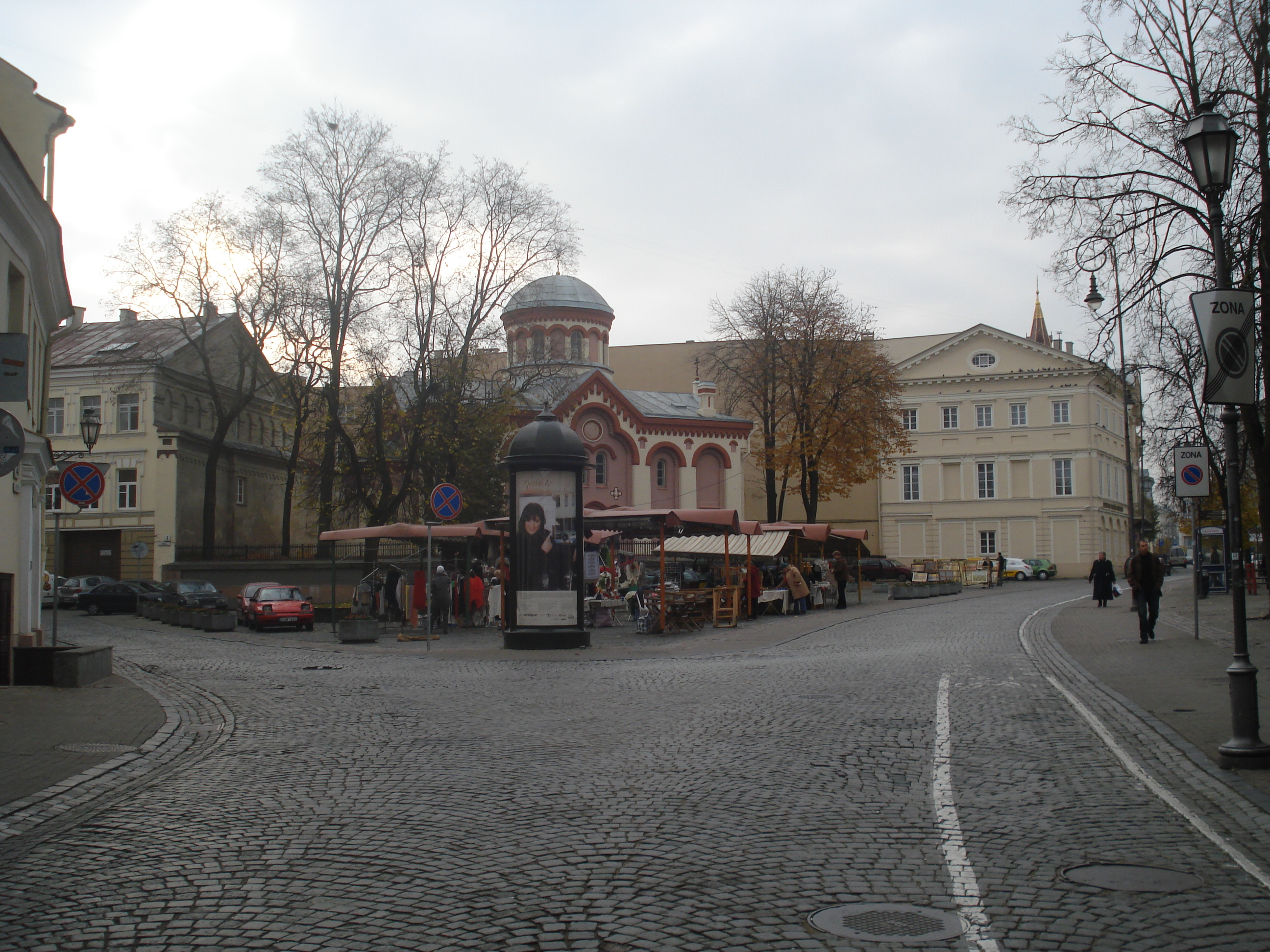
Слева начало Бокшто, посередине торговля сувенирами у Пятницкой церковью, справа торец дворца Ходкевичей в начале Диджёйи

Улица заканчивается у сквера К. Сирвидаса (K.Sirvydo skveras ) с правой стороны, на пересечении с улицей Шварцо; по восточной стороне улица Пилес расширяется и отклоняется влево, пересекаясь с улицей Латако; дальше от перекрёстка идёт Бокшто. На площадке в конце Пилес ведётся уличная торговля сувенирами и картинами. Отсюда, с Пятницкой церковью по левую руку и домом Франка, начинается продолжение Замковой улицы — улица Большая (Диджёйи).